# Vale Verde (Rio Grande do Sul)
Vale Verde is een gemeente in de Braziliaanse deelstaat Rio Grande do Sul. De gemeente telt 3.392 inwoners (schatting 2009).

## Aangrenzende gemeenten
De gemeente grenst aan General Câmara, Minas do Leão, Passo do Sobrado, Rio Pardo en Venâncio Aires.